# 今ちゃんの「実は…」
『今ちゃんの「実は…」』（いまちゃんの じつは）は、朝日放送テレビ（ABCテレビ）の制作により、一部のテレビ朝日系列局で放送されていたバラエティ番組である。今田耕司の冠番組。制作局の朝日放送テレビでは2008年4月10日から2022年10月26日まで深夜番組『ナイトinナイト』水曜日枠として、毎週水曜日の23:17 - 翌0:17（JST）に放送。

## 概要
世間や物事に氾濫する、知られざる“事実”ネタを紹介する。司会の今田耕司は、『ナイトinナイト』枠では『ナンバ壱番館』（1999年10月〜2004年3月）以来の出演となる。
『ナイトinナイト』では長年にわたって、松竹芸能所属タレントも出演してきたが、前番組『きになるオセロ』が終了し、『ナイトinナイト』の全番組が吉本興業（よしもとクリエイティブ・エージェンシー）所属タレントの出演となった。
朝日放送テレビも放送局として並々ならぬ制作体制を敷いている。初代プロデューサーの矢澤克之は『探偵!ナイトスクープ』や『ビーバップ!ハイヒール』、『藤井陣内のザ・レジェンド』などの朝日放送テレビ基幹番組を育て上げ、数々の賞を獲得した局のトッププロデューサーであり、放送開始からチーフプロデューサーを務めた岩田潤（2022年現在では朝日放送ラジオ（ABCラジオ）代表取締役社長）は、『大改造!!劇的ビフォーアフター』の実績から、矢澤の跡を受け継げる人物として『探偵!ナイトスクープ』のプロデューサーを任されていた。
2018年10月3日より、『報道ステーション』（テレビ朝日制作）が5分拡大（21:54 - 23:15）となったため、5分繰り下げ水曜 23:22 - 翌0:22での放送となったが2019年10月2日より、報道ステーション（テレビ朝日制作）が5分短縮（21:54 - 23:10）されたため、1年ぶりに5分繰り上げ水曜 23:17 - 翌0:17での放送に変更になった。
2022年9月14日放送分で、同年10月26日放送分を以って放送を終了することが発表された。最終回ではクイズ形式で番組の名場面を振り返り、最後はダイアンのコーナーでお馴染みになっていた"集団ゴイゴイスー"で締め、14年半という長い歴史に幕を閉じた。
なお、後継番組として11月2日よりかまいたちがMCを務める『これ余談なんですけど・・・』を放送で、ナイトinナイト枠では異例の東京収録の番組となる。

## 出演者

### 司会
- 今田耕司

### 御意見番
- 月亭八方

### プレゼンター
レギュラー
- サバンナ
  - 初回以降のレギュラー。

- 小籔千豊
  - 現在は主にスタジオでのコーナーを担当。

- シャンプーハット

準レギュラー（月2回程度交代で出演）
- ミサイルマン
- 浅越ゴエ
- ダイアン
- 霜降り明星
- アインシュタイン
- ミルクボーイ

不定期出演
- ヘッドライト
- ファミリーレストラン
- たくろう
- エルフ　など

### 常連ゲスト
2020年以降は新型コロナウイルス感染防止の為、出演しない場合があった。
準レギュラー
- 未知やすえ
- 宇都宮まき
- 酒井藍
- 福本愛菜
  - いずれも吉本興業所属の女性陣。交代で出演するが、出演しない場合がある。また、不定期常連ゲストと一緒に出演する事もある。

不定期出演
ほとんど20代の芸人以外の若手女性芸能人が出演する事が多いが、芸人以外の男性芸能人も出演する事がある。なお、普段バラエティ番組には出演する事のない俳優（女優）の場合はドラマや映画などで宣伝する事がある。

### ナレーション
- 北又ちゅん

### 過去の出演者
レギュラー出演者
- 千鳥
  - 番組開始当初からプレゼンターとして出演していたが、『相席食堂』が同番組と同じナイトinナイト枠に昇格した事を機に番組を卒業。2019年5月8日放送回の『さらば千鳥！街で気になるあの娘の素顔は実は…ファイナル』が最後の出演（VTRのみ）となった。

ゲスト出演者
- ロザン
  - 京大卒芸人・宇治原VS東大卒芸人・藤本（田畑藤本）のコーナーシリーズの際にゲスト出演。
  - 芸人クイズ王宇治原と対決したいクイズ研究会中高生を募集して対戦した。

## コーナー

### 主なロケコーナー

#### サバンナ
今田知らない大阪 銭湯中心の○○の夜は実は…
大阪の様々なエリアにある銭湯へ向かい、地元住民からお勧めの飲食店等の情報を集め飛び込みで訪ねていくという、銭湯好きの高橋考案の企画。全コーナーの中で最も長く続いている番組の看板コーナーである。
当初は『今田知らない大阪 ○○の夜は実は…』というタイトルで、自分達で街を歩きながら気になる店を探すという内容だったが、2011年6月15日放送の塚本の回から現在の銭湯シリーズが始まっている。
スナック好きの八木のために、最後はスナックに行って歌うという決まりのコースがあったが、現在は行っていない。コーナーの最後には、八木がグルメリポートで独特のコメントをする『八木プロのグルメコメント集』が紹介されていたが、現在は各店舗で高橋がグルメを試食してコメントを言った後に、八木も続いて食べて一発ギャグなどを交えたコメントをするが、コメントがスベるとナレーションの北又から辛口のコメントが飛ぶのが定番となっている。
2013年7月18日、るるぶとのコラボで『るるぶ今田知らない大阪グルメ』が発売された。2015年には第2弾が発売。
2018年3月28日放送回では番組10周年企画として勝俣州和がロケに参加した。
コロナ禍では銭湯でのロケが難しく休止していたが、2021年8月25日放送の回でおよそ1年半ぶりの再開となった。ただし以前とは違い、貸し切りの銭湯からロケがスタートし番組SNSで募集した「一番旨い店」の中から気になった店に向かうという内容である。
今田見たことない名勝負！ライバル企業同士がプライドをかけてガチンコ対決したら実は…
同じ業界の2つの有名企業が番組考案のオリジナル競技で3番勝負を行う企画。勝者には番組から黄金の○○（道具）、敗者には八木賞として八木手作りの景品が贈られる。企業だけでなく、マジシャンなど個人の対決も行われる。
開催場所は大阪のコロナホテル。
明日100倍ウマくなる！グルメミステリー　知られざる真“実”は…
八木単独のグルメロケ企画で、釣りYouTuberのマルコスが助手として参加する。人気飲食店のその人気の秘密とお得な情報を調査しクイズ形式で紹介する。
ロケ前の打ち合わせの様子を公開したり毎回スタジオで反省会が繰り広げられるなど、高橋不在のロケや進行で試行錯誤する八木の動向も見所になっている。

#### シャンプーハット
タクシーの運転手さんはうまい店を知っているというが「うまい店に連れて行ってくれ」と言ったら実は…
夜10時頃からタクシーを拾い、「運転手さんが知っている、この時間にあいてる1番おいしい店に連れて行ってください」とお願いする。それを繰り返し、酒が進んだ小出水から「プハァー」が出たらロケ終了。最近は何かしらのコメントをしてから「プハァー」が出るのがお決まりとなっている。
2018年4月4日放送の回では番組10周年企画として小籔がロケに参加した。
コロナ禍になりサバンナの銭湯ロケ同様休止していたが、2021年10月27日放送の回からタクシーではなくトゥクトゥクでグルメ通から推薦されたテイクアウトグルメの店を巡るという内容で再開した。
実は…関西人は特技を披露しているときに一番イキイキとした顔をする
夏限定企画。須磨海水浴場へ向かい、水着の女の子に声をかけ特技を披露してもらう。その様子をトゥギャ山先生が激写する企画。海ではなく学校などに行く場合もある。
冬には『冬場の女子は油断していると言われるがその真相は実は…』というタイトルで、夏に出会った女の子がどう変わっているか確かめに行く企画がある。
おかんカレーVSレトルトカレー 子どもが食べ比べて勝つのは実は…どっち
一般のお母さんが作ったカレーライスとレトルトカレーではどちらが美味しいかを子供たちに試食してもらい選んでもらう企画。
カレー以外にチャーハンやコロッケ、餃子でも行われている。

#### ミサイルマン
実は…テレビ初公開!? ○○が絶賛する○○があった!
ほとんど知られておらず入手も難しい食材を手に入れる企画。主に素潜りや釣りが多いが、冬には山奥や洞窟へ行く事もある。『幻の食材シリーズ』や『秘境に湧く銘水シリーズ』がある。入手失敗に終わった場合やロケ自体が過酷さや面白みに欠けていた場合には、VTR明けに出演陣（主に小籔）からダメ出しを受ける事がよくある。特に不評な回では、クビや後輩芸人、また同期芸人のダイアンとの交代を宣告される事もある。
ミサイルマンの漁ロケシリーズ
「実は…テレビ初公開!? ○○が絶賛する○○があった!」の企画のなかで主に海に漁に出るシリーズである。「実は水産」として関西の有名寿司店や割烹から入手困難な魚などの依頼を受け、ミサイルマンがその食材確保のために漁に出る企画。実際に入手出来た場合は、関西に持ち帰り、発注者に売却するが、入手失敗の場合でも、目的外のもので他に釣れたものを売却もしくは提供する。
卒アルの写真が笑顔だった美人は順風満帆な人生を送っているのか！？実は…
日本とアメリカの心理学者がそれぞれの著書で発表した「卒業アルバムに笑顔で写っていた人に比べ笑顔でなかった人の離婚率は5倍」、「高校時代に美人だった女性は結婚によって高い社会的地位を得る」という2つのデータから当番組が導き出した仮説「卒業アルバムで笑顔だった美人は順風満帆な人生を送っている」を検証する企画。
It’s amazing 名人ツアー
外国人向けに日本の名人芸、職人芸をリポートする企画。
進化する街に潜む謎を追え！クイズ！実は…ハンター
関西の再開発により進化していく街を調査する企画で、エルフの荒川もロケに同行する。大阪のうめきたエリアや2025年の大阪万博会場などが調査の対象になっている。

#### 浅越ゴエ
実は…お茶の間の皆さんでも、○○できる○○があった！
一般の人でもやろうと思えば体験できる意外な事に浅越ゴエが代わりに挑戦する。浅越に似合わないような過酷なロケが多い。
クイズ！ハウ街？知ってそうで知らないモノの値段は実は…
誰もがよく目にする物の値段を予想するクイズ企画。不正解なら街の人はパンストかぶり、スタジオではビリビリ椅子の罰ゲームが執行される。
コーナーを仕切るのはバットマンのジョーカーに似た風貌の"クレイジーゴエ"。
一流営業マンがおもてなしする極上の接待グルメは実は…
一流企業の営業マンが接待の際に訪れる隠れた名店を浅越と一緒に訪れ、極上の接待グルメを味わう企画。

#### ダイアン
爆売れ商品の陰で長く売れ残るヌシは実は…
数多くの爆売れ商品を扱う人気店において売れないまま最も長く居座っている商品「ヌシ」を探し当てる企画。
ロケ中の津田の態度が毎回スタジオで問題になっており、津田を裁くための『実は裁判所』という企画も行われた。

#### 霜降り明星
漫才以外にもまだあるぞ！めちゃめちゃ盛り上がるもうひとつのM-1グランプリは実は…
漫才以外の頭文字「M」から始まる独自のグランプリを開催する企画。過去に開催されたのは如何に声や音を出さずに耐えられるかを競う「ミュート-1グランプリ」、息継ぎをせず円広志の夢想花を最も長く歌い続けられる者を決める「夢想花-1グランプリ」など。
3連単で予想！霜降り明星の「実は…」ギャンブル
せいやと粗品が予め3つのゲームで対決し、各ゲームでどちらが勝ったかを当てる“実は式3連単予想”にスタジオメンバーがチャレンジする。的中した人には金一封がプレゼントされ、視聴者からもTwitterで予想の投稿を募り、正解した人の中から当選者にクオカードがプレゼントされる。

#### アインシュタイン
ビューティーリッチにいきなりクイズ！実は…ブランドもんの価値わかってへんのちゃう？
ブランド品を所有している女性に声を掛け、専門の鑑定士に査定してもらい持ち主にその査定額を予想してもらう企画。正解すれば金一封をプレゼント、不正解であれば稲田の言う事を1つ聞いてもらう罰ゲームがある。
奇跡の1枚を激写！科学実験であの名シーンを再現したら実は…
科学の力を借りてアニメや漫画の憧れのシーンを再現する企画。稲田がさまざまなキャラクターに扮し河井が撮影を担当。

#### ミルクボーイ
ためしてミルクボーイ　M-1チャンピオンが体を張って○○したら実は…
番組SNSに投稿してもらった視聴者からの疑問に対しミルクボーイ（主に内海）が体を張って検証する企画。内海の乳首を使った検証がお馴染みとなっている。
など

### 過去の主なロケコーナー
こう見えて私、実は…スゴいんです
担当：シャンプーハット
街に出て、スタッフが用意した「実は…」な特技を持っている人を探す。一体どんな調査をすれば見つかるのかとスタジオで話題になる程、変わった特技を持つ人が多く出演する。
子供の好きなモノランキングの中で パパの順位は実は…何位？
担当：シャンプーハット
子供に他の何よりも好かれているという自信を持つ父親に集まってもらい、親のいない所で子供に“好きなモノランキング”を聞き、父親が何位に選ばれるかを探る企画。
実はメンバーが憧れた「学園のマドンナ」の現在は実は…
担当：シャンプーハット
メンバーの地元へ向かい、学生時代好きだった女性にトゥギャ山先生とてつじが会いに行く。
夜中に突然、千鳥が芸人の家を訪れ、出てきた「酒のアテ」は、実は…
担当：千鳥
千鳥が担当する「夫が突然千鳥を家に連れ帰ったら、妻は実は…何を出すのか?」や「夜中に突然、夫が千鳥を連れて帰ったら世の中の妻は実は…何を出すのか？」などのロケがお蔵入りが多いことから、若手芸人にテレビに出る機会を与えることを視野に入れ始まった企画。大阪の居酒屋「とらや」からスタートするのが恒例となっている。ゲストとして、濱家隆一（かまいたち）、ウーイェイよしたか（スマイル）、清水けんじ、和田美枝（女と男）、村田秀亮・久保田かずのぶ（とろサーモン）、酒井藍、ゆりやんレトリィバァが登場している。お酒（大吾は一升瓶、ノブはビールサーバー）を持ってアポなしで芸人の自宅を訪問し、芸人の出す料理やトークに応じて、大吾から１つあたり1000円のポチ袋が与えられる。
街で気になるあの娘の素顔は実は…→『天は二物を与えず』というが十物美女を探したら実は…
担当：千鳥→アインシュタイン
視聴者から寄せられた情報を元に働いている美女に会いに行き、私服姿や特技を通して紹介する企画。千鳥の交渉次第では、自宅に連れて行ってもらうパターンもある。また、美女が私服に着替えるため待っている間ノブが「いやー、どんな私服なんでしょうね?」と言うと大悟が顔に物を付け、ノブがそれに対するタイトルを言う鉄板の流れがある。必ず最後にはメンバーの中で好きなタイプ･嫌いなタイプを聞いている。『今田知らない大阪』に次いで長く続いている企画である。
2018年3月28日放送回では番組10周年企画として番組MCである今田が初めてロケに参加した。
2019年5月8日放送回の『さらば千鳥！街で気になるあの娘の素顔は実は…ファイナル』で千鳥の出演は最後となり、後継者への引き継ぎとして新レギュラーのアインシュタインが同行した。その後はアインシュタインが特技を持った美女に会いに行くという内容にリニューアルし継続していた。
当時学生だった斎藤真美（朝日放送テレビアナウンサー）や伊東紗冶子（元フリーアナウンサー）がアルバイト先で出演している。
夫が突然千鳥を家に連れ帰ったら、妻は実は…何を出すのか?
担当：千鳥
京橋や十三の飲み屋街で出会ったサラリーマンに交渉し、奥さんには内緒で千鳥を連れて帰ってもらう。千鳥の合図で「千鳥さんが来とんのやから何か出さんかい」と夫に言わせ、そこで奥さんがどんな応対をしてくれるのかという企画。
企画の由来となっているのは、サバンナ高橋が深夜に千鳥ノブの家に行った際、「おい、高橋さんが来とんのやからタラコ炙れや」とノブが妻に言っていたというエピソードが『八方・今田の楽屋ニュース2010』で明かされた事から。
今まで出演してくださった○○に感謝をこめてお礼の挨拶ついでに○○のオファーをしたら来てくれたのは実は…誰だ!?ただし、１人とは限らない
担当：小籔千豊
過去に出演した個性的な素人の元を回り、ローションプロレスや鼻フック対決をするのでもう一度出演してもらえないか依頼する。誰も来なかった時のために、三浦マイルドが待機している。
実は…今ちゃんの「実は…」に多くの女性タレントが出演したがっている！
担当：小籔千豊
新しくアイドル枠レギュラーを増やそうというオーディション企画。特別審査員は浅香あき恵とアジアンの2人で、3人揃って合格の札を上げればレギュラー決定。トーク力や実は…な特技、女性視聴者からの好感度を審査基準として挙げてはいるが、難癖を付けながら審査を進め、最終的に合格者は1人も出ていない。
第3回に出場した神定まおは、その場のオーディションでは不合格になったもののスタジオで絶賛され、その後女性ゲストの枠で数回出演している。
実は…を見抜け！実はメンバー VS ニッポンの企業
担当：小籔千豊
実はメンバーとの見抜き対決を通して、日本の企業の技術力を紹介する企画。
ゴエのさりとて不動産 今田知らない関西の不動産は実は…
担当：浅越ゴエ
3社の不動産会社の担当者に、それぞれが薦める関西の物件を紹介してもらう。1名ずつ物件の売りを紹介し、他2名はプロの目から見たその物件の気になる点を指摘する。
今田が「大阪で家借りようかな」とスタッフに話した事から始まった企画。
県民が通う「大阪にある県民メシの店」に行ってみたら実は…
担当：浅越ゴエ
大阪にある都道府県事務所の協力を得て、本場の味を再現した本当の“県民メシ”を堪能できる店を紹介してもらうという企画。コーナーの最後には、視聴者プレゼントを懸けて浅越とその地域のPRキャラクター（ゆるキャラ）が相撲対決をする事が定番となっている。
○○でお忍び飯！○○に実は…
担当：ダイアン
他人の目を忍んでゆっくり食事が楽しめる“お忍び飯”の名店を、ダイアンが3枚の写真をヒントに捜索する企画。
あなたの近くにもきっといる！今田知らないお忍びゴイスー人は実は…
担当：ダイアン
一見普通の人に見えるが実はスゴイ技を持っている人「ゴイスー人（びと）」を街の中から探し当てる企画。過去にシャンプーハット、ファミリーレストランも同様の企画を担当しておりその流れを汲むコーナーである。
2019年12月11日放送回では当時東京オリンピックの体操日本代表候補であった杉原愛子もゴイスー人として出演している。
「ほろ酔い彼女が終電に乗れない」と言ったら実は…
担当：霜降り明星
関西の繁華街で彼氏のいる女性に声をかけ、夜中で終電が出てしまったとき、ほろ酔いの彼女を彼氏が迎えに来るのかを検証する企画。
ご当地ミスコン美女　ホンマに○○の顔にふさわしいのか実は…！？
担当：霜降り明星
ご当地のミスコンで選ばれた美女に果たしてミスコンを名乗るほどの知識や教養があるのかを検証する企画。対戦相手として霜降り明星・せいやが一夜漬けで、ご当地ミスコンのテーマについて勉強し、ミスコン美女とのクイズ対決をおこなう。せいやが勝利した場合、そのご当地の新しいPR担当を襲名する。
パパが娘に確かめたい"両想い検定"をしてみたら実は…
担当：霜降り明星
世の中の父親のことを娘がどれくらい知っているのかを検証する企画。父親自身のこと、父娘の想い出、父親が娘に知っておいて欲しいと思う事などを娘に聞。夜の十三に出て参加者を募るが、千鳥の『夫が突然千鳥を家に連れ帰ったら、妻は実は…何を出すのか?』から引き継ぐ街の酔っ払いと交流する企画でもあり、ロケ中に出会った個性的なキャラクターを持つ人たちを"十三'sイレブン"と名付けている。
街で出会った人だけではなく、藤岡弘、親子やアニマル浜口・浜口京子親子など芸能人も出演している。
担当：ヘッドライト
激辛芸人ヘッドライトが行く！全国制覇の道は実は…
くすぶり芸人企画にて5週連続勝ち抜いたヘッドライトによるご褒美ロケ。コーナー開始当初は「くすぶり芸人ヘッドライトが鉄板ロケに挑戦したら実は…」であり、ヘッドライトの二人が銭湯シリーズなどのロケに挑戦する企画であったが、そのロケで二人が激辛グルメを完食するという展開になったことから、現在のタイトルになり、「激辛芸人」というくくりも生まれた。全国の激辛なグルメをヘッドライトの二人が食べて完食を目指す。
など

### 週刊実は…
グルメ正直者の月亭八方をうならせろ! 実は…メンバー推薦!! ここぞ!というときの『勝負みやげ』は実は…
担当：小籔千豊
出演者が、贈ると必ず喜ばれる『勝負みやげ』をスタジオで紹介。滅多に「美味い!」と言わない月亭八方に試食してもらい、『うまい』か『うまいけどさりとて』の札を上げて評価してもらう。八方の好き嫌いやこだわりに影響される事も多く、誰の推薦か知らされずに判定するのでゲストの土産に『さりとて』を上げる事もよくある。
実は…今、最も世間で欲しがられている商品とは！？
担当：小籔千豊
話題の新商品を紹介し、その商品の獲得をかけてダーツに挑戦する企画。
現在はタイトルこそ毎回異なっているが、同じ内容の企画が続いている。
「実は…」チーム VS ○○
担当：シャンプーハット・てつじ
もともとはイントロクイズチャンピオンとの対決が始まりだったが、その後、灘中学校のクイズ研究会などとの早押しクイズ、入試問題クイズ、パズルクイズも開催されている。共通して、「実は…」チームが1問でも正解すれば勝利。
半期に一度の名物企画！過去に使えなくてカットされた八木プロのグルメコメントでクイズをしたら実は…
担当：サバンナ
サバンナの銭湯シリーズの派生企画。
カットされた過去の八木のグルメコメントを紹介し、その内の一つをクイズとして出題する。
正解すれば賞金が出るが、難問ばかりであるため未だ正解は出ていない。
街で気になるあの娘の現在は実は…
担当：千鳥・ノブ
千鳥の美女シリーズの派生企画。
過去に紹介した美女にスタジオまで来てもらい、彼女達の成長を見るコーナー。
銭湯シリーズで出会った一流料理人が食べていた極上の“夜食”は実は…
担当：ダイアン
サバンナの銭湯シリーズで出会った料理人の家に連れて行ってもらい、普段作っている夜食の作り方を教えてもらう。料理人の家が無理な場合は、西澤の家を利用する。
など

#### 過去の企画
クイズ！実はホンマなんです
担当：サバンナ・八木
10個の嘘のような本当の話のうち、1つだけ隠れている嘘の話を当てるクイズコーナー。
番組第1回の企画だが、その1回きりで終了となった。八木が1人で仕切った最初で最後のコーナーとなっている。
ランキング66
担当：サバンナ・高橋
様々なランキングのトップ10から6位のみ隠したものを発表し、6位が何が当てはまるかを予想する企画。
元々はランキング777という7位を当てるゲームだったが、今田が何となく発した「6チャンネル（ABC）やから6位でええやん」という一言からランキング66に変更となった。
こんなオトコは“女に嫌われレース”　～男の行動で一番女性に嫌われるのは実は…～
担当：シャンプーハット・てつじ → サバンナ・高橋
あるシチュエーションで女に嫌われる男の行動の例題に対して、最も嫌われるものを街の女性の投票で選んでもらう企画。
オンナの愚問に答えましょう！最高の答えは実は…
担当：小籔千豊
よくある女性の愚問に対する答えをメンバー5名が考え、その中から最高の答えを街の女性の投票で選んでもらう企画。
女性100人匿名リサーチ 男の知らない「オンナの秘め事」は実は…
担当：シャンプーハット・てつじ
大阪の20～30代の女性100人を対象に主に恋愛と性に関するアンケートを行い、匿名ならではの秘められた実態を発表する。
など

## スタッフ
2021年1月27日以降
- 構成：渡邊仁、やまだともカズ、藤木汐見、米井敬人、大海克仁、いいのりさ
- SW：下村剛司（以前はVE）、小西剛生（以前はMIX→VE）、松本譲二、竹島忠寛（松本・竹島→以前はCAM）【週替り】
- CAM：中本徹、川崎圭一郎・中谷裕喜（アイネックス、川崎→以前はSW）、山本久、川崎拓真、藤本智也、田中康彦、手塚西都子、錦戸浩司、知花裕樹、渡邉一樹、香月崇志、岩井笙汰、吉岡利晃（関西東通）、上岡一恵、金原良之、當房尚子、薬師寺智久、栗津光乗、中西哲夫、西良美和、田中宏国、山本桜、長野允那、鵜沼都、岡田真悟（関西東通、以前はENG）、林加奈子、赤井佑、松木涼介、石川和義、細川貴史【週替り】
- VE：岡田光司、高野敏志、大杉貴則、波田純一、細川圭吾、東浦歩実、高橋明鈴、三宅志音、白根健太朗【週替り】
- 照明：重園裕治、濱名紘輔（朝日放送テレビ、以前はEED→一時離脱→復帰）、相澤裕一、中村康彦、宮ノ原祐俊、高原大裕、宮本美紅、ユンマンキット、中川芽実、滝口円香、田中瑠華、東岡允【週替り】
- MIX：滝川毅（アイネックス）、三和晃章、谷口洋孝、津高仁志、牛越大輔、山下真由、菊川聡、岩橋貞成（朝日放送テレビ）、田中直橘、藪田美毅、児玉憲太郎、田中直樹、橋本志穂【週替り】
- ENG：西川真（Tagboat）、鳴岡雅人・坂本泰司・要海佑介（EYEZEN）、坂本元希（元屋）、山本真也、青木一弘、山本和良（遊写）、篠原佑典（MABU）、二宮塁（ROUGE）、岸克二（イングス）【週替り】
- EED：林香奈・前橋麻希（アイネックス）【毎週】、井原理恵・小田雄大・近藤陽・垣見悠斗（アイネックス）【週替り】／工藤大輔（Gimmick）、板野元秀・里村卓哉（STUDIO B&M）、宇田周人・坂下雄亮・岩澤文哉・中野亜海（イングス）【週替り】
- MA：三木直彦・保田悠希（戯音工房）
- CG：林賢治（アイネックス）
- 美術：山下創平（朝日放送テレビ）
- 美術進行：山中宏華（つむら工芸）
- 大道具：つむら工芸
- 装飾：まいど
- 装身具：京阪商会
- 電飾：デンコー
- 衣裳：東京衣裳
- メイク：ビーム
- マルチ画面：インターナショナルクリエイティブ
- イラスト：グレートインターナショナル【不定期】
- 番組宣伝：竹内一平（朝日放送テレビ）
- デスク：岡由子（朝日放送テレビ）、前川裕美
- AD：工藤唯加・山口健四郎・阪上佑一郎・市原克馬・米澤のぞ美・吉田一輝・佐藤澪奈（ABCリブラ、市原→一時離脱→復帰、工藤～市原→ディレクターの回あり）
- ディレクター：松本一央・繁澤亮・由木南・樫原北斗・薮田璃古・惠村悟（ABCリブラ）、竹内幸司【毎週】、坂本佳則（MILLERTIMEinc）、辻村魁（FUNS）、山田俊樹、小高正裕（M's）、加藤伸一（バックアップメディア）【週替り】（小高→一時離脱→復帰、樫原・竹内→以前はAD）
- 演出：谷口雄紀（ABCリブラ、以前はディレクター）
- プロデューサー：山田拓（朝日放送テレビ）、森本将也（吉本興業）、吉村鉄平（ABCリブラ、以前はディレクター）
- 技術協力：アイネックス、関西東通、ライズ・アップ（旧 東通ライティング）、東京オフラインセンター
- 協力：FUNS PRODUCTION、バックアップメディア、MILLERTIMEinc.、M's
- 制作協力：吉本興業、ABCリブラ
- 製作・著作：ABC TV

### 過去のスタッフ
- チーフプロデューサー：岩田潤（朝日放送〈当時〉）
- プロデューサー：矢澤克之・奈良井正巳・小川隆弘（全員共朝日放送〈当時〉）、辻史彦・桒山哲治（朝日放送テレビ、桒山→以前はディレクター）、河内俊昭・近松真・高山雄次郎・梁桃子・田井中皓介・中澤晋弥・植田隆志（よしもとクリエイティブ・エージェンシー）、亀井俊徳（吉本興業）、木下浩一・竹島和彦・春名雄児（ABCリブラ、春名→以前はディレクター）
- チーフディレクター：小城修哉・山口正紘（朝日放送〈当時〉）
- ディレクター：芝聡・鈴鹿相哉・池上義博・北村誠之・伊地智厚太・田嶋康次郎・大野祐司（全員共朝日放送〈当時〉）、重信篤志・高木伸也・塩崎拓・白石和也・下山航平・渡辺文人・大迫浩幹（朝日放送テレビ）、千葉雄太・中慎一郎・後田知香・坪内大輔・大濱雅子・堀正義・高須賀奈月(高須賀→以前はAD→一時離脱)・山本真也・中村拓馬・富山将嗣（ABCリブラ、中村・富山→以前はAD）、加藤昌義・金津巧・阪本圭（JAWS）、三田修司・小南彰・松尾康高（FUNS）、片平論、津野允（ポキール）、高谷泰司（U-ROCK）、北田浩平、山本良太（インパクト）、中村梨那（ビーダッシュ）、東上床直樹
- AD：矢内達也（朝日放送〈当時〉）、西村晃介、菊名修二、前田健太・上本理恵（朝日放送テレビ）、金谷佑馬・新開康平・井浦琢朗・桑原和沙都・藤原貴大・吉田拓広・三角昌弘（ABCリブラ）、鉄川佳知（ファンズプロダクション）
- 番組宣伝：羽谷直子・田野和彦（全員共朝日放送〈当時〉）、野嵜喜美子（朝日放送テレビ）
- デスク：吉田和生・岡明理恵・石井有香子（全員共朝日放送〈当時〉）、中西伶（朝日放送テレビ）、大西友香
- SW：玉木雅之・栢分祐二・楠本由希子（全員共朝日放送〈当時〉）、村越順司
- CAM：栢分祐二・田中信行・池嶋理人・有村貴紀・津川貴行（全員共朝日放送〈当時〉）、世古章次（関西東通）、手塚沙織、河野直美、一法師良太、杉本康弘、染田浩志、松岡裕樹、高橋紀之、香月崇志、芝田幸司、中田真樹、廣谷潤平
- VE：山村哲士・川本龍文・勝間敦・宇佐美貴士（全員共朝日放送〈当時〉）、蔭山朋子、谷口廣司、鹿嶋友樹、瀧晃一、板谷諒介、丸尾恵介、辻義幸
- 照明：道本啓介・葛原宏一（全員共朝日放送〈当時〉）、坪井大、西康宏、中川芽実、荒尾歩、宮崎健一、湯目賢咲、瀧本貴土、鈴木康司
- MIX：坂本宗之、村井信夫、道性舞衣、清水俊孝、小谷真央、西森大紀
- VF：岡田眞樹子・三角陽子（関西東通）
- ENG：冨田典嗣・永田哲也（関西東通）、井上勇人・米田喬・岡田秀徳（CAMIX）、武田和仁（REVENGE）、広江健志、中山央平、征木達也（エムズプロ）、三村友昭・打越尚・寺岡憲一・森本翔一・大尾庸介（よしもとブロードエンタテインメント）、山地俊和、大林裕、松宮周史（EYEZEN）、植木邦久・田中哲哉（VIEW）、筆野泰信、前地星人（タイムリー）、服部篤（ターザン）、高野清隆（写楽）、斬原志保美、藤原祐司、北林一博、西田慶仁・山岸祐一・信田将志（PPP本舗）、山田肇（ハートビーツ）、杉村正規（池田屋）、中善志治
- EED：平間淳司（朝日放送〈当時〉、野崎隼人・市川淳也・藤原康宏・森島健太・塩村文野（アイネックス）、小北野花、下林高幸（SpEED）、仁部貴史（イングス）
- MA：重松磨奈（戯音工房）
- CG：三好和也（ちゅるんカンパニー）
- 美術：田中彰洋・奥井優佑（朝日放送〈当時〉）
- 美術進行：森田美穂・安達綾子・森脇祐輔（つむら工芸）
- 大道具：内田健・松川朋子・建部英毅（つむら工芸）
- 小道具：高津商会
- 構成：沢野緑、鍋谷直輝、杉本つよし
- ブレーン：砂野信
- 技術協力：ケイ・エム産業
- 協力：JAWS、ポキール、エキスプレス、よしもとブロードエンタテインメント

## ネット局
| 放送対象地域   | 放送局                   | 系列           | 放送日時                     | 遅れ       | 備考        |
| -------------- | ------------------------ | -------------- | ---------------------------- | ---------- | ----------- |
| 近畿広域圏     | 朝日放送テレビ（ABC TV） | テレビ朝日系列 | 水曜 23:17 - 翌0:17          | 制作局     | [ 注釈 2 ]  |
| 秋田県         | 秋田朝日放送（AAB）      | テレビ朝日系列 | 火曜 0:50 - 1:50（月曜深夜） | 遅れネット | [ 注釈 4 ]  |
| 石川県         | 北陸朝日放送（HAB）      | テレビ朝日系列 | 木曜 0:53 - 1:53（水曜深夜） | 遅れネット | [ 注釈 5 ]  |
| 広島県         | 広島ホームテレビ（HOME） | テレビ朝日系列 | 木曜 0:55 - 1:55（水曜深夜） | 遅れネット | [ 注釈 6 ]  |
| 香川県・岡山県 | 瀬戸内海放送（KSB）      | テレビ朝日系列 | 水曜 0:20 - 1:20（火曜深夜） | 遅れネット | [ 注釈 7 ]  |
| 愛媛県         | 愛媛朝日テレビ（eat）    | テレビ朝日系列 | 木曜 0:25 - 1:25（水曜深夜） | 遅れネット |             |
| 福岡県         | 九州朝日放送（KBC）      | テレビ朝日系列 | 土曜 0:50 - 1:48（金曜深夜） | 遅れネット | [ 注釈 8 ]  |
| 熊本県         | 熊本朝日放送（KAB）      | テレビ朝日系列 | 金曜 0:50 - 1:50（木曜深夜） | 遅れネット | [ 注釈 9 ]  |
| 鳥取県・島根県 | 日本海テレビ（NKT）      | 日本テレビ系列 | 日曜 1:25 - 2:25（土曜深夜） | 遅れネット | [ 注釈 10 ] |

### 過去のネット局
| 放送対象地域 | 放送局                       | 系列           | 備考               |
| ------------ | ---------------------------- | -------------- | ------------------ |
| 岩手県       | 岩手朝日テレビ（IAT）        | テレビ朝日系列 | 2008年9月30日まで  |
| 山形県       | 山形テレビ（YTS）            | テレビ朝日系列 | 2022年3月28日まで  |
| 新潟県       | 新潟テレビ21（UX）           | テレビ朝日系列 | 2013年3月23日まで  |
| 長野県       | 長野朝日放送（abn）          | テレビ朝日系列 | 2010年3月30日まで  |
| 静岡県       | 静岡朝日テレビ（SATV）       | テレビ朝日系列 | 2012年12月17日まで |
| 中京広域圏   | 名古屋テレビ（メ〜テレ/NBN） | テレビ朝日系列 | 2022年3月26日まで  |
| 長崎県       | 長崎文化放送（ncc）          | テレビ朝日系列 | 2010年9月25日まで  |
| 大分県       | 大分朝日放送（OAB）          | テレビ朝日系列 | 2014年3月31日まで  |
| 宮城県       | 東日本放送（KHB）            | テレビ朝日系列 | 2020年4月2日まで   |
| 沖縄県       | 琉球朝日放送（QAB）          | テレビ朝日系列 | 2021年5月30日まで  |

### 備考
- インターネット配信・TVerでも放送日翌日に最新回を更新の上、期間限定配信を行っていた（本番組の遅れネット・非ネット地区でも制作局における最新回を視聴可能）。

## エンディングテーマ（主題歌）
2008年
- CLIFF EDGE「LIV ～大切なあなたへ～」（5月）
- 植村花菜「シャララ」（8月）
- 空中分解「MANIAC★☆」（9月〜10月）
- YGA「BIN-KAN。VANILA!」（11月〜12月）

 2009年 
- 松下優也「LAST SNOW」（1月）
- primary color「I LOVE YOU BABY」（3月）
- 椎名法子「だから笑うんだ」（4月）
- Sky「夢ひとつ」（6月）
- kumi「君に伝えたくて」（9月）
- DaizyStripper「色彩ヴィヴィッド」（11月）
- JQ&Children「Change the feeling」

2010年
- ET-KING「サクラサク」（2月）
- 百合華「you」（3月）
- Sky「夢ひとつ -2010Special-」（4月）
- kumi「君にまっすぐ恋して」（5月）
- rhythmic「キミに伝えたくて」（6月）
- JAMIL「二人でなくちゃ」（7月）
- FUNKY MONKEY BABYS「あとひとつ」（8月）
- 新選組リアン「愛の歌」（9月）
- 友近&堀内孝雄「倖せの求め方」（10月）
- Fire Lily「Eternal Story」（11月）
- ソナーポケット「好きだよ。～100回の後悔～」（12月）

2011年
- YU-A「見守っていたい」（1月）
- SUPER☆GiRLS「初恋グラフィティ」（2月）
- Honey L Days「がんばれ」（3月）
- FRANKIE & THE HEARTSTRINGS「HUNGER」（4月）
- ソナーポケット「ラブレター。～いつだって逢いたくて～」（5月）
- 三代目 J Soul Brothers「FIELD OF DREAMS」（6月）
- 川上ジュリア(JURIAN BEAT CRISIS)「ずっとここから」（8月）
- DIAMOND☆DOGS「ひらり、Ageha」（9月）
- NMB48「オーマイガー!」（10月）
- 2NE1「IT HURTS」（11月）
- JAMOSA + KEVIN & ELI(from U-KISS)「Together」（12月）

2012年
- YGA「ライジング・サン JAPAN!」（1月）
- AAA「SAILING」（2月）
- 井手綾香「ヒカリ」（3月）
- 山口智充「湾岸ミッドナイトツーリングクラブ」（4月）
- BACK-ON「Ice cream」（5月）
- AFTERSCHOOL「Lady Luck」（6月）
- まきたんとかんぺいたん「チャチャマンボ島」（7月）
- BIGBANG「BAD BOY」（8月）
- N'夙川BOYS「24hour」（9月）
- MIAKA「Memory... with HEARTLAND」（10月）
- AAA「虹」（11月）
- V.I FROM BIGBANG「WHAT CAN I DO」（12月）

2013年
- KIDS「film」（1月）
- SCREW「Teardrop」（2月）
- 恵比寿マスカッツ「ABAYO」（3月）
- ぽこた「タカラモノ」（4月）
- F.CUZ「Hello Again」（5月）
- SUPER JUNIOR-D&E「I WANNA DANCE」（6月）
- YU-A「Flavor」（7月）
- Salley「green」（8月）
- AAA「恋音と雨空」（9月）
- 音速ライン「ありがとね」（10月）
- ONE☆DRAFT「ダイヤモンド 〜世界で一番固いイシ〜」（11月）
- G-DRAGON(from BIGBANG)「ピタカゲ」（12月）

2014年
- HINTON BATTLE meets Count Basie Orchestra「It Don't Mean A Thing」（1月）
- 家入レオ「チョコレート」（2月）
- CREAM「Beautiful」（3月）
- fumika「Endless Road」（4月）
- 清木場俊介「幸せな日々を君と」（5月）
- Happiness「JUICY LOVE」（6月）
- fumika「Endless Road」（7月）
- 家入レオ「純情」（8月）
- SOL(from BIGBANG)「1AM」（9月）
- Like a Record round! round! round!「ナウ・ロマンティック」（10月）
- 木村カエラ「TODAY IS A NEW DAY」（11月）
- Chiaki(AAA)♡Chika「Charming Kiss」（12月）

2015年
- Like a Record round! round! round!「kappo!」（1月）
- 家入レオ「miss you」（2月）
- EXO「Wolf」（3月）
- YU-A「青春ショー」（4月）
- 藤田麻衣子「おぼろ月」（5月）
- lecca「live again」（6月）
- ミライスカート「COSMOsSPLASH」（7月）
- Superfly「On Your Side」（8月）
- U-KISS「Stay Gold」（9月）
- NMB48「Must be now」（10月）
- CREAM「54321」（11月）
- BoA「Lookbook」（12月）

2016年
- すち子&真也「パンツミー」（1月）
- JamFlavor「恋い焦がれ恋に瀕死」（2月）
- 大森靖子「生kill the time 4 you、、♡」（3月）
- NMB48「甘噛み姫」（4月）
- KEYTALK「HELLO WONDERLAND」（5月）
- SUPER JUNIOR-KYUHYUN「Celebration～君に架ける橋～」（6月）
- ユナク from 超新星「Come on!!!」（7月）
- テミン「さよならひとり」（8月）
- Le Lien「夏一色」（9月）
- マジカル・パンチライン「Magiかよ!? BiliBili☆パンチライン」（10月）
- THE BEAT GARDEN「Promise you」（11月）
- SKY-HI「Double Down」（12月）

2018年
- STU48「暗闇」[16]

2020年
- エナツの祟り「バブリー革命～ばんばんバブル」（1月）[17]
- GLIM SPANKY「ストーリーの先に」（2月）
- KinKi Kids「KANZAI BOYA」（5月）
- lolｰエルオーエル-「あの風のなかで」（6月）

2021年
- アメフラっシ「Lucky Number」（10月）